# Guido Alberini
Guido Alberini (Brescia, 18 aprile 1938 – Brescia, 28 gennaio 2008) è stato un politico italiano.

## Biografia
Avvocato, già consigliere comunale, assessore e vicesindaco a Brescia, è stato deputato del PSI per quattro legislature, dal 1979 al 1994, di cui l'ultima in sostituzione di Sergio Moroni. Dal 1984 e il 1987 aveva fatto anche parte dell’Assemblea parlamentare del Consiglio d'Europa. Allo scioglimento del PSI nel 1994 aderisce alla Federazione Laburista, di cui è fra i dirigenti nazionali.
Successivamente con tale formazione confluisce nei Democratici di Sinistra, con i quali è eletto consigliere comunale a Brescia nel 1998, venendo confermato anche alle elezioni del 2003; rimane in carica fino alla morte, nel gennaio 2008. 
È stato anche membro del direttivo della FIAP (Federazione Italiana Associazioni Partigiane).